# Mahala Ashley Dickerson
Mahala Ashley, nota anche col cognome del primo marito, Dickerson (contea di Montgomery, 12 ottobre 1912 – Wasilla, 19 febbraio 2007), è stata un'avvocatessa e attivista statunitense.

## Biografia
È stata la prima donna americana ad essere ammessa alla pratica forense in Alabama (nel 1948), la seconda in Indiana (nel 1951) e la prima in Alaska (nel 1959). Fu anche la prima donna di colore a presiedere l'associazione nazionale statunitense delle avvocatesse.
Nata in Alabama, fu compagna di scuola e amica di Rosa Parks. Il primo matrimonio con Henry Dickerson durò poco (1938-1939), ma la coppia ebbe tre gemelli: Alfred, John ed Henry Christoph "Chris" Dickerson.
Nel 1948 aprì il suo primo studio in Alabama, ma tre anni dopo, a seguito del matrimonio con Frank R. Beckwith, si trasferì in Indiana. Anche le seconde nozze terminarono col divorzio nel 1958. L'anno successivo, dopo una vacanza in Alaska, decise di trasferivisi, aprendo uno studio ad Anchorage. Per tutta la sua lunga carriera fu sempre riconosciuta come l'avvocato dei poveri e dei diseredati. Fu anche attiva nella difesa dell'uguaglianza salariale delle donne: il suo caso più noto riguardò la difesa di una professoressa dell'Università dell'Alaska che ricorse contro l'ateneo perché guadagnava meno dei colleghi uomini. Perse in primo grado, ma la sentenza fu ribaltata in appello.